# Xanthotheresia bicolor
Xanthotheresia bicolor là một loài ruồi trong họ Tachinidae.